# Пастушеский неолит

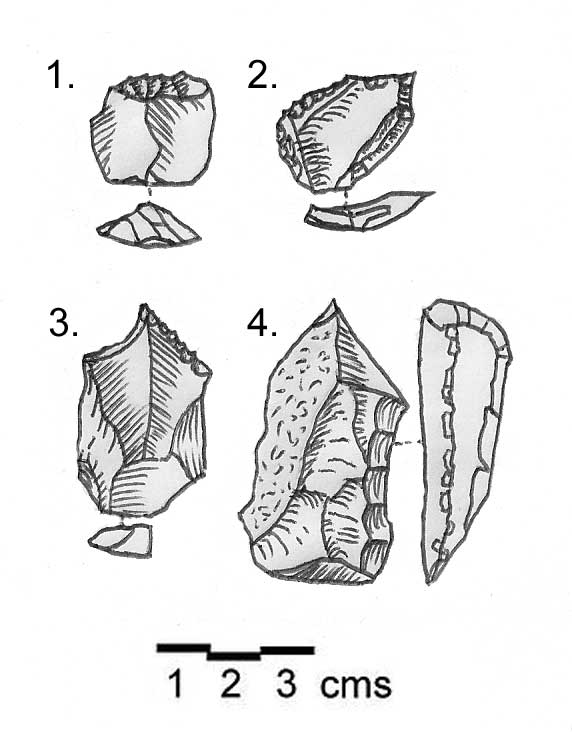
Предметы «пастушеского неолита», обнаруженные в Камух-эль-Хермель. 1. Концевой скребок на отщепе. 2. Поперечный скребок и шило на тонком отщепе. 3. Сверло на отщепе-лезвии. 4. Бурин с широкой рабочей гранью на массивном отщепе. Все изделия выполнены из матово-коричневого кремня.

Пастушеский неолит, англ. Shepherd Neolithic — название, предложенное англоязычными археологами для археологической индустрии небольших каменных орудий, происходящих из местности близ города Хермель (Эль-Хирмиль) на севере долины Бекаа в Ливане.

## Характеристика
Материалы, связанные с пастушеским неолитом, рассеяны по обширной территории на севере долины Бекаа в небольшой концентрации. М. Бийо (M. Billaux) и Анри Флейш (en:Henri Fleisch) отмечали, что кремень орудий пастушеского неолита был более высокого качества, чем хрупкий кремень из близлежащего конголомерата, что говорит о его импорте откуда-то издалека. Они выделяли три группы кремня: светло-коричневый, красно-коричневый и серо-шоколадный (последний имел различные оттенки, и его отличительной особенностью был «пустынный блеск», «desert shine»).
Для данной индустрии характерны изделия небольшого размера, обычно от 2,5 до 4 см, обычно довольно толстые, в отличие от хорошо известных археологам геометрических микролитов. В составе индустрии, в свою очередь, выделяется небольшая группы каменных изделий со своими характерными особенностями: это короткие зазубренные или зубчатые лезвия, концевые скребки, поперечные скребки на тонких отщепах и свёрла с крепкими наконечниками.
Проблемой является то, что орудия пастушеского неолита трудно отождествить с ранее известными археологам. Внешне они напоминали изделия леваллуазской индустрии, однако имеются и элементы сходства с гигантолитами, или «ложным Леваллуа» неясной стратиграфии, однако явно более позднего происхождения, чем Леваллуа. На них имеются признаки тщательной обработки, при этом заготовки могли быть повторно использованы как скребки.

## Памятники
Типовыми памятниками пастушеского неолита являются Каа, Эль-Каа и Макне I, en:Maqne I.
Среди других памятников, где обнаружена индустрия пастушеского неолита, следует упомянуть Дурис близ Баальбека (Douris), Хермель II, Хермель III, Камух-эль-Хермель (en:Kamouh el Hermel), Калаат-Таннур (en:Qalaat Tannour), Вади-Бура I.

## Датировка и классификация
Индустрия пастушеского неолита изучена недостаточно. Не слишком точное название дано по материалам небольшой коллекции, собранной археологом-иезуитом отцом Анри Флейшем (en:Henri Fleisch).
Флейш классифицировал данную индустрию как эпипалеолитическую, поскольку она не была похожа на известные образцы палеолита, мезолита или даже керамического неолита. Кроме того, Флейш предположил, что данную индустрию использовали скотоводы-кочевники (отсюда и название).
Связь данной индустрии с очевидно родственной индустрией гигантолитов (en:Heavy Neolithic) долины Бекаа неясна, но скорее всего, граница между ними проходила по территории вблизи Дуриса (Douris) и Калаат-Таннура (en:Qalaat Tannour). Археологические изыскания данной индустрии ещё не преподнесли достаточно материала, чтобы судить, распространялась ли она на более южные территории вблизи Захле и Раяка (Рияк).
Лоррен Коупленд (en:Lorraine Copeland) и Питер Уэскомб (Peter J. Wescombe) предположили, что данная индустрия, возможно, датируется «довольно поздно».